# Bracon stellenboschensis
Bracon stellenboschensis är en stekelart som beskrevs av Cameron 1905. Bracon stellenboschensis ingår i släktet Bracon och familjen bracksteklar. Inga underarter finns listade.